# Ольденбургский университет имени Карла фон Осецкого
Ольденбургский университет имени Карла фон Осецкого (нем. Carl von Ossietzky Universität Oldenburg) — один из самых молодых университетов Германии, специализирующийся на междисциплинарных исследованиях в области устойчивого развития и возобновляемых источниках энергии с упором на солнечную и ветровую энергию. Основан в нижнесаксонском Ольденбурге в 1973 году. В университете проходят обучение около 9500 студентов.

## Награды
Ежегодная премия Клауса фон Клитцинга присуждается совместно университетом и фондом EWE за особую приверженность преподаванию естественных наук. Из 15 000 евро призовых 10 000 должны быть инвестированы в учебный проект. Премия названа в честь немецкого нобелевского лауреата Клауса фон Клитцинга.
Также ежегодно во время каждого Tag der Chemie (Дня химии) награда Angelus-Sala вручается школьникам региона, отличившимся от класса химии. Он назван в честь врача и естествоиспытателя Ангелуса Сала.